# Copyright Term Extension Act
La Copyright Term Extension Act (CTEA) de 1998 – también conocida como Sonny Bono Copyright Term Extension Act o Sonny Bono Act y, peyorativamente, como la «Mickey Mouse Protection Act» (en español: Acta de Protección de Mickey Mouse), extendió los plazos de copyright en los Estados Unidos por 20 años adicionales. Antes del Acta (bajo la Copyright Act of 1976), el copyright duraba toda la vida del autor más 50 años o 75 años después de publicación para una obra de «autoría corporativa» (o 100 años después de su creación). Tras la aplicación el Acta extendió estos plazos durante la vida del autor más 70 años y para obras de «autoría corporativa» durante 120 años tras la creación o 95 años tras la publicación, independientemente de la anterioridad de la culminación de la creación. El Acta también afectó a los plazos de copyright para obras con copyright anteriores al 1 de enero de 1978, incrementando también su plazo de protección durante 20 años, hasta un total de 95 años desde la publicación. El Acta se hizo público el 27 de octubre de 1998.
Esta ley "postergó" la fecha del dominio público en Estados Unidos para las obras más antiguas amparadas por los nuevos plazos de copyright. Bajo esta Acta, las obras adicionales hechas en 1923 o más tarde que estuviesen todavía bajo copyright en 1998 no entrarían en dominio público hasta 2019 o posteriores (dependiendo de la fecha de producción) a menos que el propietario del copyright la dedicase en el dominio público anticipadamente o si el copyright fuese extendido de nuevo. A diferencia de la legislación sobre extensión del copyright en la Unión Europea, la Sonny Bono Act no reactivó los derechos de autor que ya habían expirado. El Acta extendió los plazos del sistema de protección para obras que ya estaban bajo copyright, y es retroactiva en este sentido. Sin embargo, las obras creadas antes del 1 de enero de 1978 pero no publicadas o registradas para el copyright hasta hace poco están sometidas a una sección especial (17 U.S.C. § 303) y pueden permanecer protegidas hasta 2047. 

## Contexto
De acuerdo con el Convenio de Berna, los estados que lo aceptan se comprometen a proveer protección de copyright por un plazo mínimo de la vida del autor más 50 años, pero se les permite ampliar este plazo. Siguiendo la Directiva 93/98/CEE de 1993, los estados miembros de la Unión Europea implementaron una protección para un plazo que comprendía la vida del autor más 70 años. Los Estados Unidos no firmaron la Convención de Berna hasta 1988, aunque ya habían previsto antes el plazo mínimo de copyright requerido por la convención en la Copyright Act of 1976.
Antes del acta de copyright de 1976, muchas obras literarias y cinematográficas, y muchos personajes de ficción que estaban bajo copyright fueron rápidamente puestos en el dominio público debido a su sus plazos de copyright máximos de 56 años. Varios de estos ítems bajo copyright siguieron siendo absolutamente rentables para los propietarios de su copyright, entre ellos diversos personajes de la Walt Disney Company. Con el cambio al acta de copyright de 1976, los primeros cortos de animación protagonizados por Mickey Mouse como Steamboat Willie y Plane Crazy no entrarían bajo dominio público hasta el 2000 como más pronto, debido a los nuevos plazos de copyright de 75 años. Mickey Mouse y otros personajes tenían también protección como marcas registradas. En varios países (p.ej. en Rusia, donde la convención de Berna no se aplicaba retroactivamente), Mickey Mouse y otras obras bajo copyright creadas antes de 1970 se entendieron que pasaban a estar en dominio público.
Después de que los Estados Unidos aceptase la convención de Berna, muchos propietarios de copyright presionaron con éxito al Congreso de los Estados Unidos para una nueva extensión del plazo del copyright, para conseguir el mismo plazo de protección existente en Europa. El acta fue llamada con el nombre de uno de sus impulsores, el congresista Sonny Bono, que murió nueve meses antes de que el acta se convirtiese en ley. Bono, que, como compositor y director de cine tenía sus propios intereses en ampliar los plazos de copyright, había favorecido su aumento incluso antes de haber entrado en política como alcalde de Palm Springs, California.
Las dos cámaras de representantes del Congreso de los Estados Unidos aprobaron el acta como Ley Pública 105-298 a mano alzada,
haciendo así imposible de saber quién votó a favor o en contra. El Presidente Bill Clinton firmó el Sonny Bono Copyright Term Extension Act de 1998 el 27 de octubre de 1998.

## Clima político

### Informe del Senado 104-315
El informe del Senado proporcionó las razones oficiales para aprobar las leyes de extensión del copyright y fue escrito originalmente en el contexto de la Copyright Term Extension Act de 1995.

El propósito del proyecto de ley es asegurar una adecuada protección de copyright para las obras estadounidenses en el extranjero y los beneficios económicos continuados de un sustancioso saldo de la balanza comercial en la explotación de las obras bajo copyright. El proyecto de ley logra estos objetivos extendiendo el plazo actual del copyright durante 20 años más. Este aumento proporcionará significativos beneficios comerciales al armonizar sustancialmente la ley de copyright estadounidense con la de la Unión Europea al tiempo que se asegura una justa compensación para los creadores estadounidenses que merecen beneficiarse enteramente de la explotación de sus obras. Además, estimulando la creación de nuevas obras y proveyendo el aumento de incentivos económicos para preservar las obras existentes, esta extensión mejorará el volumen a largo plazo, la vitalidad y la accesibilidad del dominio público.

Los autores del informe creían que extendiendo la protección del copyright ayudarían a que los Estados Unidos pudiesen proporcionar mayor protección para sus obras en el extranjero y dar más incentivos para digitalizar y preservar obras debido a que habría un derecho exclusivo para ellas. El informe también incluía opiniones minoritarias de Herb Kohl y Hank Brown, que creían que las extensiones de plazos eran un apoyo financiero para los propietarios actuales de material bajo copyright a expensas del uso público del material.

### Apoyo
Además de Disney (que, debido al gran apoyo que ejerció como lobby, inspiró el apodo para el acta de "The Mickey Mouse Protection Act"), la congresista californiana Mary Bono (viuda de Sonny Bono y sucesora en el congreso del mismo) y los herederos del compositor George Gershwin apoyaron el acta. Mary Bono dijo:

En realidad, Sonny quería que el plazo de protección del copyright fuese para toda la vida. Fui informada por mi equipo de que tal cambio violaría la Constitución. ... Como Ud. sabe, había también la propuesta del [entonces-presidente de la MPAA ] Jack Valenti de que  el plazo fuese para siempre menos un día. Quizás el Comité pueda contemplarlo en el próximo Congreso.

Los proponentes de la Bono Act arguyen que es necesaria dado que la expectativa de vida de los humanos ha  aumentado drásticamente desde que el Congreso aprobase la original Copyright Act of 1790, que una diferencia entre los plazos de copyright entre los Estados Unidos y Europa afectaría negativamente a las operaciones internacionales de la industria del espectáculo, y que muchas obras se crearían bajo un copyright más largo que nunca se crearían bajo el copyright existente. Afirman también que las obras bajo copyright son una importante fuente de ingresos para los Estados Unidos y que medios como el VHS, DVD, Cable y Satélite han incrementado el valor y la vida comercial de películas y series de televisión.

### Resumen de normas de protección de copyright
- Cornell Univ. Copyright Protection Chart

### Documentación del Gobierno de los Estados Unidos
- S.505: Sonny Bono Copyright Term Extension Act
- Senate Report No. 104-315
- Public Law 105-298
- Transcript of oral arguments in Eldred vs. Ashrcroft -(pdf)

### Postura de los proponentes
- Copyright Extension.com
- Mythology of the public domain: Exploring the myths behind attacks on the duration of copyright by Scott Martin
- The National Music Publishers' Association, Inc
- The American Society of Composers, Authors and Publishers
- Social Science Research Network

### Postura de los opositores
- The Eric Eldred Act
- Sonny Bono Copyright Extension Act opposition by Damian Yerrick.
- New York Times editorial, 4/30/2001, Let the Stories Go
- Mouse TrappedandArchivado el 20 de marzo de 2002 en Wayback Machine. by Mike Godwin
- Discussion on Elvis Copyrights expiring in the UK
- Article in Findlaw's Writ by Chris Sprigman
- coverage of opposition by attorney Lawrence Lessig
- DIGITAL COPYRIGHT Archivado el 1 de julio de 2007 en Wayback Machine. by Jessica Litman
- Opposing Copyright Extension
- Thomas Maucalay on Copyright Law
- "Melancholy Elephants", from the Baen Books Free Library – a cautionary story by Spider Robinson. He later backed away from that position (while noting the irony) in a column collected in his 2004 The Crazy Years
- Quotation from Marybeth Peters

- Datos: Q1131621